# مقاطعة برطوبو
مقاطعة بُرطوبو (بالصومالية: Degmada Buurdhuubo)‏ إحدى مقاطعات محافظة جدو جنوب غرب الصومال، عاصمتها برطوبو.
نشطت حركة الشباب في المقاطعة في السنوات الأخيرة، واختطف مقاتلو الحركة عشرة من شيوخ عشائر المنطقة في 4 نوفمبر 2011. في 6 يناير 2012، ذكرت إذاعة صوت أمريكا نقلا عن وسائل إعلام صومالية أن القوات الحكومية، بدعم من القوات الكينية، تتقدم نحو المقاطعة، بالتزامن مع انسحاب حركة الشباب منها، وفي مارس 2014، أفادت تقارير باندلاع معارك عنيفة انتهت باستيلاء القوات الصومالية بمساعدة من القوات الإثيوبية على المقاطعة، بعد طرد الشباب منها.
في 12 أبريل 2014 صدر مرسوم رئاسي يقضي بتعيين حسن محمد علي رئيسا لإدارة المحافظة وعلي متان علي نائبًا له. في 30 يناير 2015 قتل نائب المحافظ علي متان على يد القوات الحكومية حسبما أكد المحافظ حسن محمد علي.